# سارة غورهام
سارة غورهام (بالإنجليزية: Sarah Gorham)‏ هي كاتِبة وشاعرة أمريكية، ولدت في 30 مارس 1954.